# Orphanet
Orphanet ist eine Datenbank, die Ressourcen zu seltenen Krankheiten und Medikamenten zur Behandlung seltener Krankheiten (sogenannter orphan drugs) bündelt, um deren Diagnose und Therapie zu verbessern.
Orphanet wurde im Jahr 1997 durch das französische Gesundheitsministerium und das Institut national de la santé et de la recherche médicale (INSERM) initiiert und wird heute von einem Konsortium europäischer Partnerländer unter französischer Federführung mit Förderung durch die Europäische Union betrieben.
Die Plattform ist außer auf Deutsch auch auf Englisch, Französisch, Spanisch, Italienisch, Portugiesisch, Niederländisch, Polnisch und Tschechisch verfügbar.

## Online verfügbare Funktionen

### Suche nach seltenen Erkrankungen
Orphanet bietet die Möglichkeit, nach seltenen Krankheiten zu suchen. Dabei gibt es unterschiedliche Möglichkeiten, entweder man sucht direkt über den Namen nach einer Erkrankung, indem man z. B. Progerie im Suchfeld eingibt. Alternativ kann man auch über den ICD-10Code, den  OMIM Code sowie den mit der Erkrankung assoziierten Gennamen zum Ziel kommen.

### Diagnostik und Testmöglichkeiten
Informationen über Diagnostikleistungen, die geeignet sind, eine seltene Krankheit zu diagnostizieren, kann man unter Diagnostik finden. Bei der Vorauswahl der angezeigten Einrichtungen ist es notwendig, dass diese die nötigen technischen Kompetenzen aufweisen bzw. dem besten Standard eines ausgewählten Landes entsprechen. Darüber hinaus werden Labore gelistet, die konstitutionelle genetische Tests für nicht-seltene Krankheiten anbieten sowie Tests zur Aufklärung bestimmter genetischer Prädispositionen.

### Suche nach Einrichtungen und Fachleuten
Behandlungszentren bzw. Einrichtungen, an denen Aktivitäten im Bereich der seltenen Krankheiten stattfinden, können online gesucht werden, sofern sie sich bei Orphanet registriert haben. Dazu gehören z. B. die übergeordneten Einrichtungen der gelisteten Expertenzentren, Einrichtungen, die Forschungs- und Kliniklabore beherbergen, aber auch alle Einrichtungen, die den Patientenorganisationen oder Registern und Biobanken den notwendigen Raum bieten. Die zur Verfügung gestellten Informationen werden durch die dort arbeitenden Fachleute übermittelt.
Zu den in der Rubrik Fachleute registrierten Personen zählen u. a. klinische Ärzte, Biologen aus den diagnostischen Bereichen, Forscher und Wissenschaftler, Vertreter von Patientenorganisationen, Netzwerkkoordinatoren, klinische Studienleiter, Manager und Kontaktpersonen von Patientenregistern und Biobanken, Autoren der Krankheitsbeschreibungen und Beiratsmitglieder von Orphanet.

### Suche nach Expertenzentren
Hier werden sowohl einzelne Expertenzentren als auch Netzwerke von Expertenzentren gelistet, die sich auf die medizinische Versorgung und/oder genetische Beratung für eine (oder mehrere) seltene Krankheit(en) spezialisiert haben. Dem Anspruch nach sollen die angebotenen Leistungen der Expertenzentren nicht nur eine hohe Qualität aufweisen, sondern idealerweise den allgemein üblichen Versorgungsstandard der relevanten Fachrichtungen übertreffen. Hierzu zählen z. B. Einrichtungen, die offiziell durch die Gesundheitsbehörden der entsprechenden Ländern als Referenzzentren für seltene Krankheiten benannt wurden, sowie spezielle Beratungszentren, die sich auf genetische Erkrankungen spezialisiert haben. Eine Suche nach Region ist möglich.

### Medikamentensuche
Durch die Nennung der Erkrankung gibt es die Möglichkeit, nach verfügbaren Medikamenten zu suchen und eine entsprechende Liste der medizinischen Produkte/Arzneimittel abzurufen. Das Online-Inventar bietet eine Auswahl verfügbarer Arzneimittel aller Entwicklungsstadien. Das Verzeichnis der Orphan Drugs umfasst alle Substanzen, die mit einer Orphan-Designation für seltene Krankheiten in Europa ausgewiesen sind.

### Forschungsprojekte und Klinische Studien
Über die Eingabe des Krankheitsnamens oder des betroffenen Gens lassen sich Informationen über laufende und noch nicht veröffentlichte Forschungsprojekte abrufen, die sich explizit mit der eingegebenen Erkrankung befassen. Gelistet sind Forschungsprojekte, die  eine reguläre Förderung über nationale Forschungsförderung beziehen oder von Institutionen finanziert werden, die eine wettbewerbsorientierte Auswahl von Projekten mithilfe eines wissenschaftlichen Beirates vornehmen. Es werden sowohl monozentrische und nationale als auch internationale multizentrische Forschungsprojekte registriert.
Es ist ebenfalls möglich, gezielt nach Klinischen Studien zu suchen, die sich mit einer seltenen Krankheit befassen. Hierzu gehören sowohl interventionelle Studien zur Bewertung eines Medikaments (bzw. Wirkstoffes, auch Kombinationen) als auch Studien zur Behandlung (oder Vorbeugung). Es kann sich dabei um nationale oder internationale klinische Studien handeln, die fortlaufend, rekrutierend oder abgeschlossen sind.

### Kontakt zu Selbsthilfegruppen
Informationen über Patientenorganisationen, Dachverbände und Allianzen, die sich mit einer bestimmten seltenen Krankheit (oder einer Gruppe von seltenen Krankheiten) befassen, können nach Ländern (nur europäische Länder) sortiert abgerufen werden. Über die Eingabe des Namens der gesuchten Krankheit erhält man die Ergebnisse entweder geographisch (nach Land, Region oder Stadt) oder in alphabetischer Reihenfolge.

### Tätigkeitsbericht und weitere Berichte
Die Berichtsreihe auf Orphanet befasst sich mit Themenfeldern, die relevant für alle seltenen Krankheiten sind. Neue Berichte werden regelmäßig online gestellt und periodisch aktualisiert. Den jährlich erscheinenden Tätigkeitsbericht (Activity Report) kann man ebenfalls in dieser Rubrik finden, er ist allerdings nur auf Englisch verfügbar. Das gut 80 Seiten starke PDF-Dokument enthält detaillierte Auskünfte über sämtliche Geschäftsbereiche, vom Inventar der gelisteten Krankheiten und Störungen bis hin zur Finanzierung des Projektes.
Ergänzender Hinweis:
In Zusammenarbeit mit Springer Nature gibt es auch die offizielle Orphanet-Fachzeitschrift (auf Englisch).